# Christian Rohlfs
Christian Rohlfs (Groß Niendorf, 22 novembre 1849 – Hagen, 8 gennaio 1938) è stato un pittore tedesco.
È uno dei più celebri pittori espressionisti germanici.

## Biografia
Nel 1851 va a vivere insieme con i suoi genitori, a Fredesdorf. Nel 1864 durante la convalescenza dovuta alla caduta da un albero riceve in dono dal medico curante, il dottor Ernst Stolle, un fratello di Theodor Storm, dei materiali da disegno per trastullarsi. Il dottore si rende immediatamente conto del talento artistico del giovane Christian. Nel 1866 si iscrive al Realgymnasium di Segeberg. Storm nel 1870 a Berlino, gli presenta Ludwig Pietsch, pittore e scrittore, che gli fa frequentare la Scuola Granducale di Arti a Weimar. Qui ottiene grazie al Granduca una borsa di studio e inizia a studiare e lavorare con Paul Thumann (insegnante storia e pittura di figura). 

## Il primo periodo

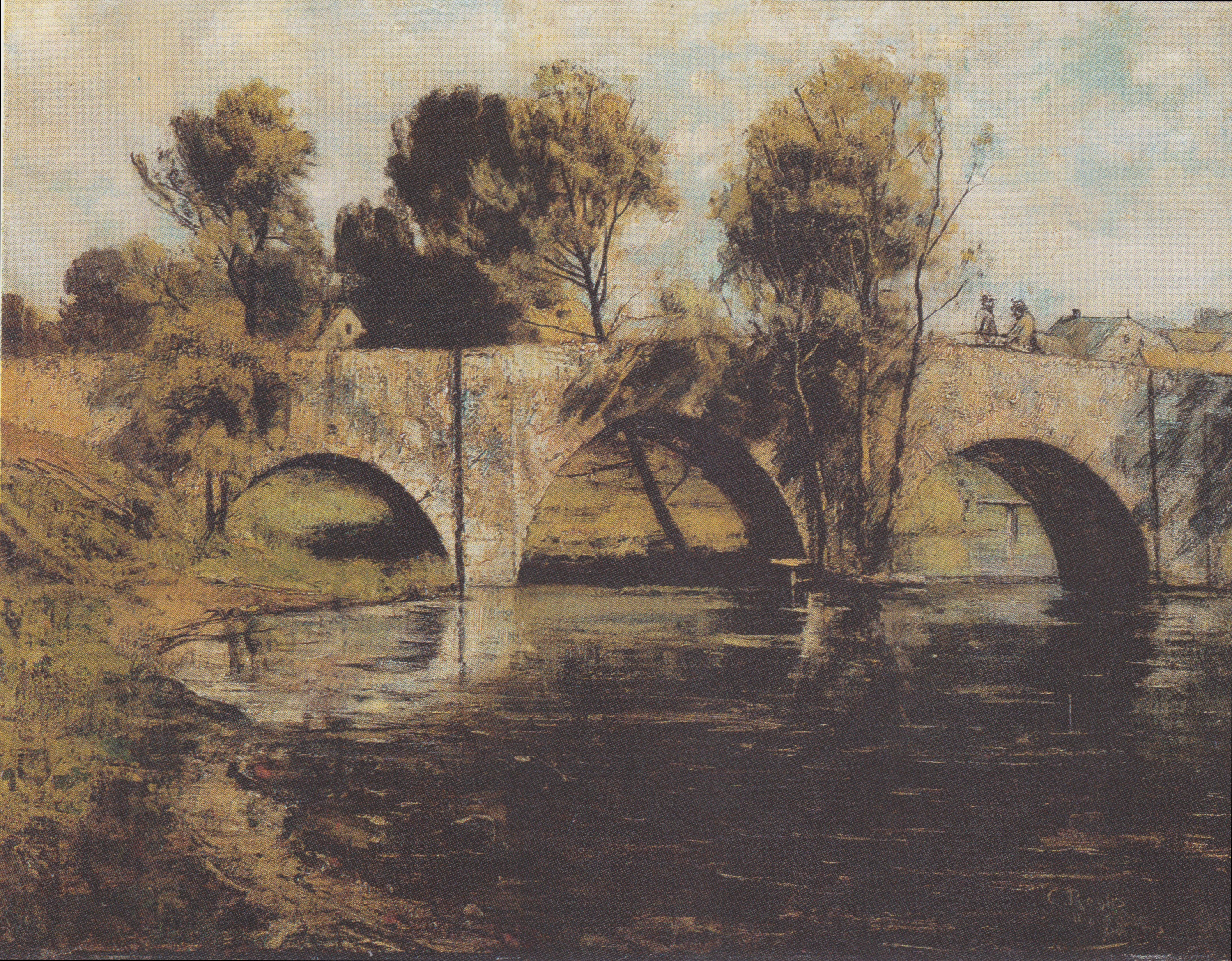
Ponte a Weimar un quadro ispirato dall'impressionismo (1888)

Nel 1873 gli viene amputata una gamba a causa di una osteomielite cronica. Nel 1874 è però di nuovo attivo negli studi e nella pittura. Dal 1884 incomincia a vendere regolarmente le proprie opere a Weimar e viene sempre di più influenzato dall'impressionismo uno dei movimenti predominanti dell'epoca. Nel 1901 l'industriale Karl Ernst Osthaus di Hagen lo chiama ad insegnare presso la Scuola Folkwang.

### L'espressionismo

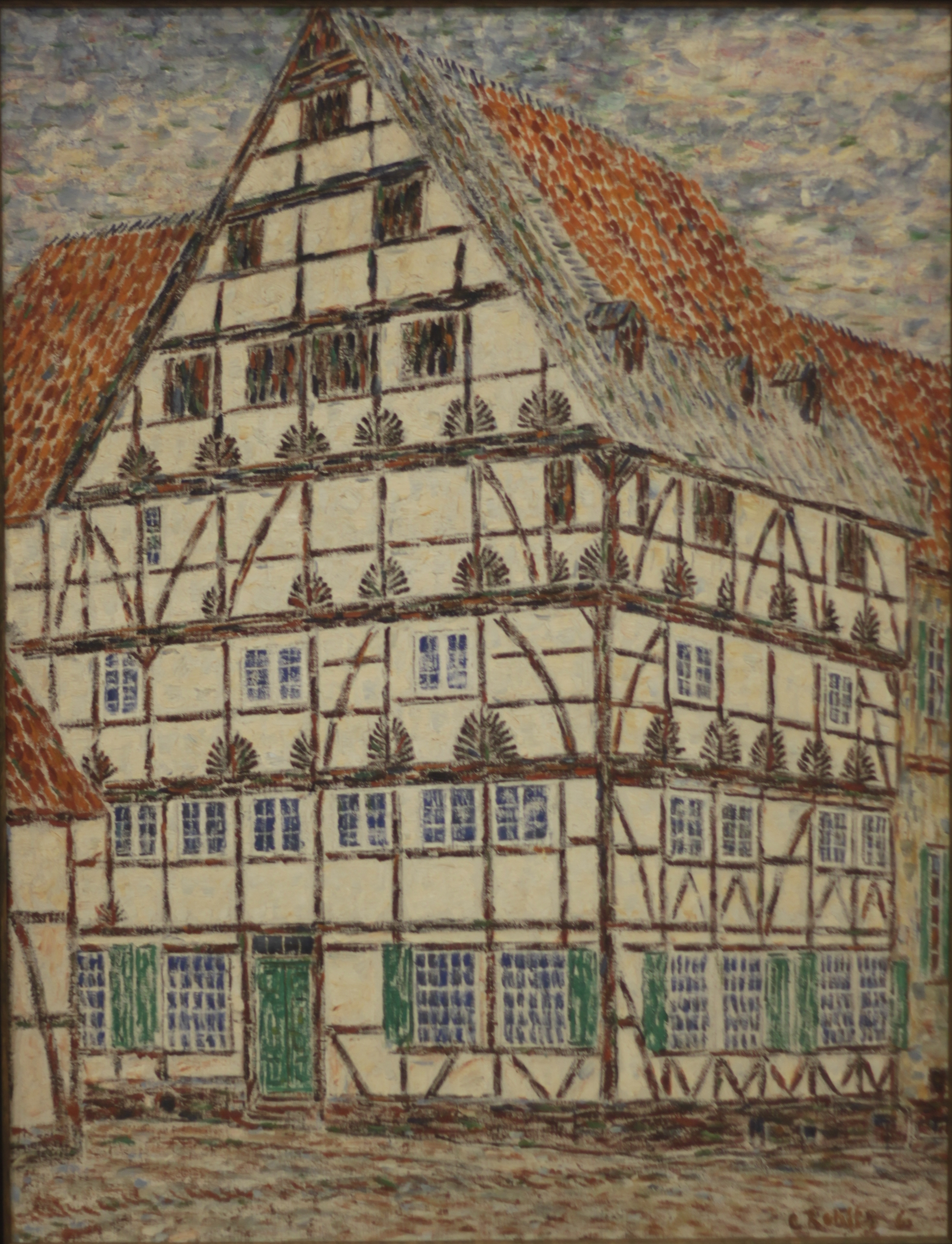
Un quadro pointilista del 1906

Nel museo Folkwang, scopre le opere di Van Gogh che avranno una notevole influenza sulla sua arte. Inizia a sperimentare nuove tecniche come il pointillismo. Incontra inoltre Emil Nolde pittore visionario espressionista con cui inizia un periodo di scambio artistico. Dal 1910 le sue opere virano al movimento opposto a quello impressionista, l'espressionismo anche grazie al contatto con il Novembergruppe. In questo periodo, pone al centro delle sue attenzioni la freddezza dei paesaggi urbani e l'architettura. Nel 1924 entra nell'Accademia di arte prussiana di Berlino. 

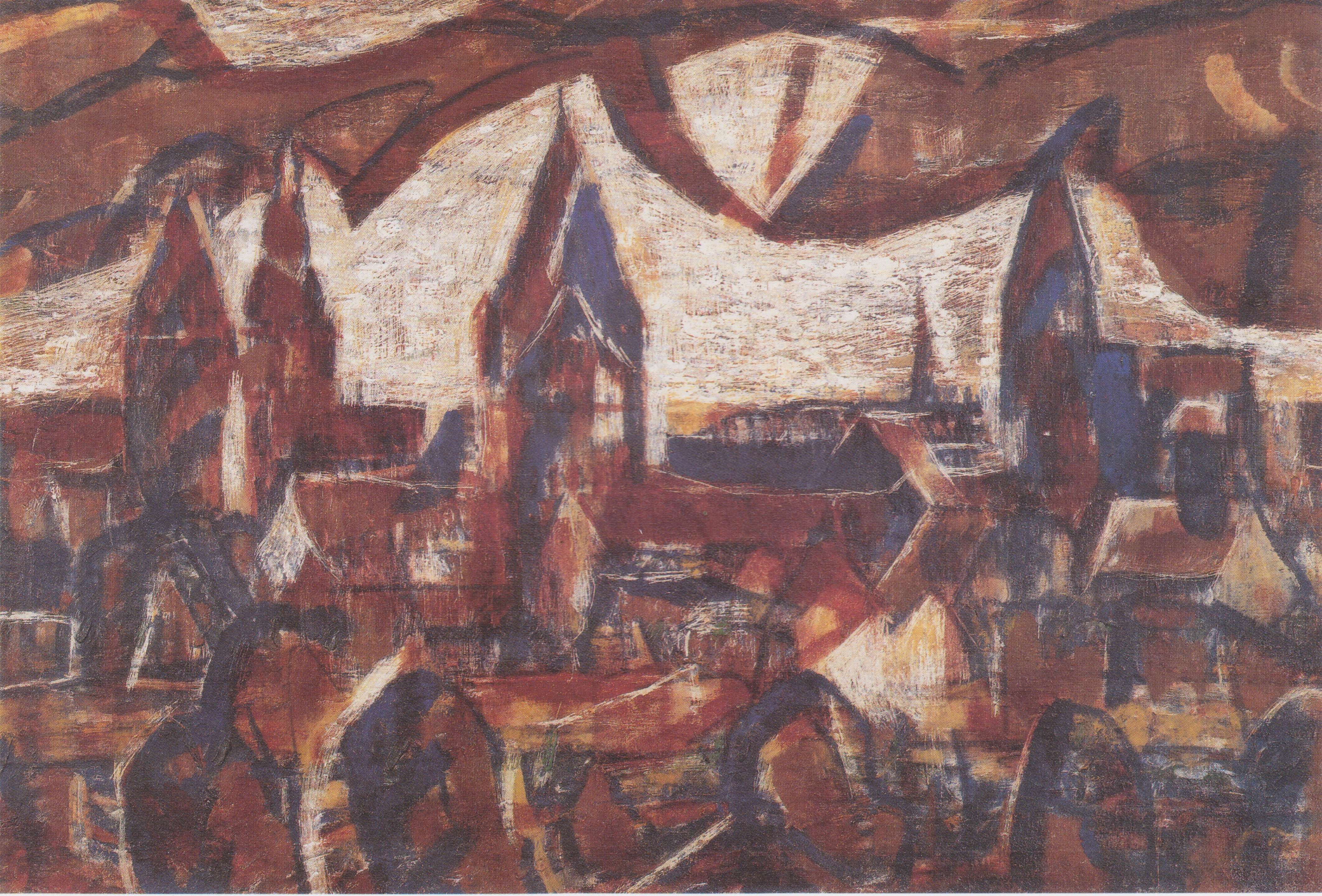
Veduta di Soest del 1916

### L'ostracismo e la morte
Nel 1930 il nazismo dichiara che i suoi quadri sono arte degenerata. Nel 1937 gli vengono sequestrati numerose opere, comprese quelle del primo periodo conservate nel "Christian Rohlfs Museum" di Hagen: oltre 400 tele. Gli viene infine proibita qualsiasi manifestazione artistica. Il 7 gennaio 1938, il giorno prima della sua morte, viene espulso dalla Accademia Prussiana delle Arti di Berlino.

### Originalità dell'opera
Fu uno dei massimi esponenti della pittura espressionista tedesca. Se per un certo periodo opera simbioticamente con Emil Nolde, sviluppa poi una propria arte come tecnica e poetica. Negli ultimi anni le tele parlano di paesaggi e nature morte floreali. Protagonista è il colore talvolta contornato di nero.
Ernst Barlach onora la memoria del pittore creando nel 1931 una scultura bronzea con tema il Cristo-maestro. 
Il Karl-Ernst Osthaus Museum di Hagen gli ha dedicato una sala permanente con le sue tele.

## Gallerie

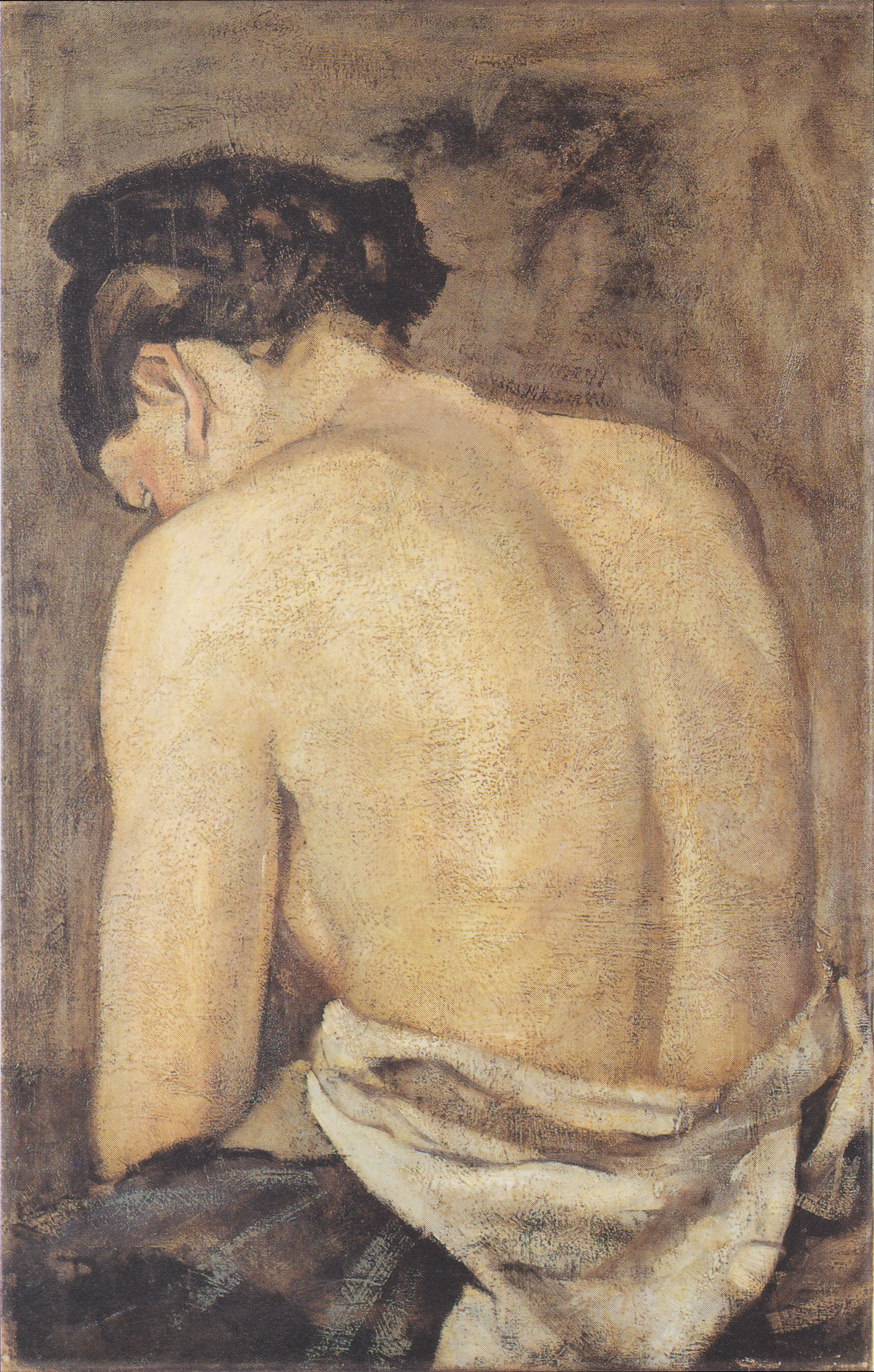
Weiblicher Rückenakt, ca. 1877
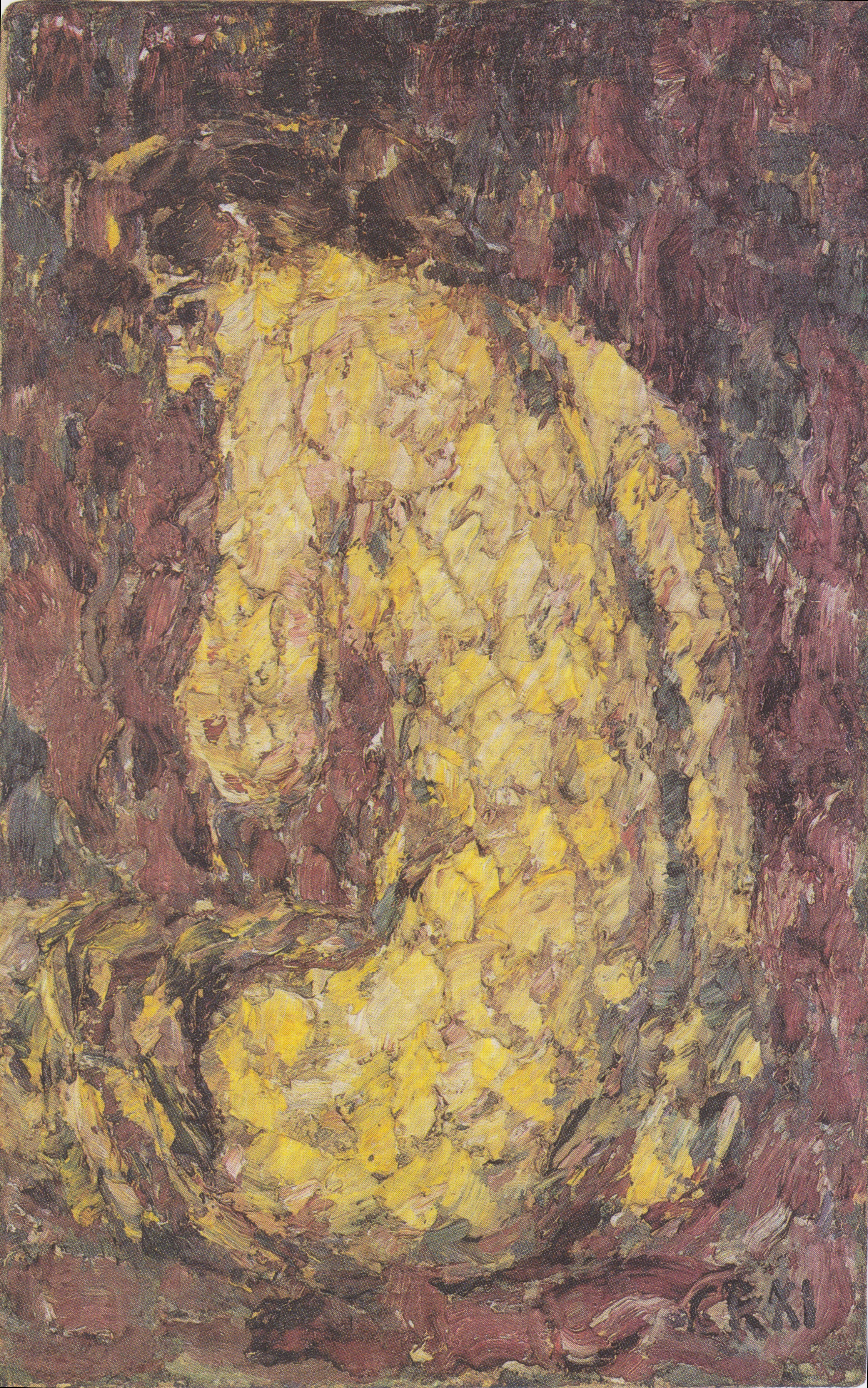
Weiblicher Rückenakt, 1911

## Opere
- 1887: Ponte della Stella a Weimar
- 1888: Il fossato selvaggio lungo la strada Webicht nei pressi di Weimar (olio su tela, 59 x 76,5 cm)
- 1889: Una strada per Weimar
- 1889: Foresta in inverno
- 1889: Strada per Tiefurt in Webicht vicino a Weimar
- 1893: Strada per Gelmeroda
- 1897: Prato in pendenza (olio su tela, 65 cm x 85 cm)
- 1898: Trincea presso Weimar (olio su tela, 60,5 x 78,5 cm)
- 1899: Albero di fronte al paesaggio skyline della città (pastello su carta da lucido, 23 x 29,4 cm)
- 1899: Paesaggio nella Baia di Lubecca (pastello e pastello su cartone, 31,3 x 34 cm)
- 1902: Campo di grano (olio su tela, 50 x 78 cm)
- 1903: Girasole (nello stile di Vincent van Gogh)
- 1904: Ritratto di un uomo (olio su tela, 61 x 49 cm)
- 1904: Gruppo Pino (olio su tela)
- 1905: Agriturismo a Soest (acquerello impreciso)
- 1906: San Patroclo a Soest (olio / tela, 115 x 75 cm, Museo Folkwang di Essen)
- 1906: Uomo visto di schiena (inchiostro di china e acquerello, 61,8 x 46,2 cm)
- 1907: Foreste di betulla (olio su tela, 110 x 75 cm)
- 1907: Campo di grano
- 1910: I Re Magi (xilografia, 39,1 x 26,4 cm)
- 1910: Foresta autunnale (olio su tela, 60,8 x 98,8 cm)
- 1910: Uva Eaters (olio su tela, 64,5 x 50,4 cm)
- 1911: Strada a Soest (Linoleografia, 39,7 x 29,3 cm)
- 1911: Testa di ragazza (xilografia, rivisto nei colori bianco e nero, 31,8 x 26,0 cm)
- 1911: Temporale in montagna (olio su tela, 50 x 80 cm)
- 1912: Amazzone a cavallo con cane
- 1912: La montagna azzurra
- 1912: Elia nel deserto (xilografia, 14,4 x 11,8 cm)
- 1912: Conversazione tra due clown (tempera su carta, 61 x 80 cm)
- 1912: Gatto e topo (linoleografia a colori, 18 x 39,1 cm)
- 1912: I tetti rossi (temperatura, 48,0 x 64,0 centimetri)
- 1912: Casa con il tetto rosso (olio su tela 80 x 100 cm)
- 1912: Paesaggio visionario (olio su tela, 60 x 105 cm)
- 1913: Consulenza (acquerello su legno, 58,3 x 48,0 cm)
- 1913: La principessa rana (olio su tela), Museo Statale d'Arte e di Storia Culturale della Bassa Sassonia, Oldenburg
- 1913: Due o Ballando Ballando in coppia (linoleografia su carta, 31,3 x 28,9 cm)
- 1914: Il ritorno del figliol prodigo (tempera su tela)
- 1914: Tentazione di Cristo (olio su tela, 100,5 x 60,5 cm)
- 1915: Cacciata dal Paradiso (xilografia a colori, 13 x 39,2 cm)
- 1916: Resurrezione
- 1916: Il figliol prodigo tra le puttane [2]
- 1916: Gli acrobati
- 1916: Dancer (xilografia a colori, 22 x 37 cm)
- 1916: Getsemani (xilografia su tela, 32,0 x 26,8 cm)
- 1916: Il ritorno del figliol prodigo (xilografia, 50,2 x 36,4 cm)
- 1917: Tramonto (Zarathustra) (olio su tela), Museo Statale d'Arte e di Storia Culturale della Bassa Sassonia, Oldenburg
- 1917 circa: I tulipani pappagallo
- 1917: Il Profeta (olio su tela, 100,5 x cm 61,5)
- 1918: Natura morta con fiori e tazza blu (temperatura dell'acqua, 55,7 x 38,4 cm)
- 1918: Il prigioniero (xilografia)
- 1918: Malandrino (tempera su tela, 100 x 61 cm)
- 1918: Temporale (tempera e olio su tela, 79,5 x 86,5 cm)
- 1919: Vaso di azalee e vaso (tempera e disegno a carboncino, 52,4 x 42,5 cm)
- 1919: Cavallerizza (tempera su carta, 67 x 49 cm)
- 1920: Cespugli montani (acquerello e penna e inchiostro disegno, 35,8 x 49,7 cm)
- 1920: Donne in vetro con la scarpa rossa calla (Tempera su cartone strutturato 50 x 67,5 cm)
- 1920: Girasole (tempera, 56 x 39,5 cm)
- 1920 cira: Gemma di magnolia nel vaso
- 1920: Mangiatori di patate (acqua tempera su carta, 65 x 48 cm) completato nel 1921
- 1921: Agar nel deserto (olio su tela)
- 1921: Paesaggio d'autunno (tempera su carta, 50 x 68 cm)
- 1921: Torri di Soest
- 1921: Mosaico Fantastico
- 1922: Ritratto della madre
- 1922: Boxer (xilografia, 20,6 x 11,9 cm)
- 1922: Uccello canoro (xilografia)
- 1922: Estate (dipinti ad olio)
- 1923: Gouache su carta (35,5 x 51 cm)
- 1923: Profeta (pittura tempera)
- 1923 circa: La chiesa di Allendorf
- 1924: Amaryllis (temperatura dell'acqua, 70 x 51 cm)
- 1924: Cattedrale di San Severo a Erfurt (tempera su carta, 51,8 x 72,3 cm)
- 1925: Vecchio con bastoncini (xilografia a colori, 34,4 x 18,3 cm)
- 1925: Coppia sofisticati (colore linoleografia, 23,8 x 24,1 cm)
- 1925: Rose e garofani (tempera su tela, 76 x 100 cm)
- 1925: Prova di danza (olio su tela), Museo Statale d'Arte e di Storia Culturale della Bassa Sassonia, Oldenburg
- 1926: Alberi sul Mar Baltico (gesso su carta a mano, 12,3 x 17,5 cm)
- 1926: Tulipani rossi (guazzo, 71,3 x 51,3 cm)
- 1927: La Caritas (temperatura dell'acqua, 66,5 x 51,0 cm)
- 1927: Grande magnolia (gesso colorato su carta marrone, 50 x 70 cm)
- 1928: Variopinto mazzo di tulipani (pittura tempera)
- 1928: Il Re Magi
- 1928: Gladiolo
- 1929: Il Profeta (olio su tela)
- 1929: Girasoli in vaso blu
- 1929: Girasole
- 1929: Papaveri, olio su tela, Osthaus Museum Hagen, Hagen
- 1931: La Montagna Gialla (acqua tempera su carta, 56,8 x 78,8 cm)
- 1931: Elegia canto popolare russo di Tatiana V ciclo (Cretaceo)
- 1931: Danza con Tatjana Mask II ciclo (acqua tempera e gesso, 58,6 x 44,3 cm)
- 1932: Frutti (tempera su carta, 54,4 x 74,8 centimetri)
- 1932: Casa a Losone (tempera su carta acquerello grana, 66,0 x 48,0 cm)
- 1933: Datura Japonica (acqua tempera e pastello su carta)
- 1933: La ragazza italiana (acquerello e tempera su carta acquerello, 72 x 50,9 cm)
- 1933: Casa nella Valle Maggia (acqua tempera su carta)
- 1933: Iris (acquerello su carta acquerello, 56 x 78 cm)
- 1934: Ascona Lago (tempera su carta, 97,0 x 74,0 cm)
- 1934: Neve in montagna nei pressi di Lugano (tempera su carta, 51,5 x 65,5 cm)
- 1934: Canna rossa (tempera su carta)
- 1935: L'uomo con cilindro
- 1935: Girasole
- 1936: La luce serale sul Lago Maggiore
- 1936: Castello di Locarno (tempera su tela, 76 x 90 cm)
- 1936: Funkienblüten uno sfondo scuro (acquerello, 54,5 x 76,8 cm)
- 1936: Nuvola bianca sul lago (tempera su cartone, 67 x 48 cm)
- 1937: Anturie (temperatura dell'acqua, 67,5 x 48,7 cm)
- 1937: Paesaggio nebbia pallido (acqua tempera su carta, 39,2 x 57,8 cm)
- 1937: Rossastra nube temporalesca (tempera su carta, 78,5 x 57,8 cm)
- 1937: Magnolia di San Materno (acqua tempera e gesso, 79,0 x 57,5 cm)
- 1937: Amaryllis rossa in blu
- 1937: Girasole con brocca (acqua tempera e pastello su carta a mano, 61 x 50 cm)
- 1938: Ultimo crisantemo (incompiuto)

## Mostra
2010/2011: Christian Rohlfs , Sinclair Casa , Bad Homburg 
2011: Christian Rohlfs - musica di colori , castello Achberg